# Rye (Arizona)
Rye es un lugar designado por el censo ubicado en el condado de Gila en el estado estadounidense de Arizona. En el Censo de 2010 tenía una población de 77 habitantes y una densidad poblacional de 58,41 personas por km².

## Geografía
Rye se encuentra ubicado en las coordenadas 34°5′52″N 111°21′15″O / 34.09778, -111.35417. Según la Oficina del Censo de los Estados Unidos, Rye tiene una superficie total de 1.32 km², de la cual 1.32 km² corresponden a tierra firme y (0%) 0 km² es agua.

## Demografía
Según el censo de 2010, había 77 personas residiendo en Rye. La densidad de población era de 58,41 hab./km². De los 77 habitantes, Rye estaba compuesto por el 94.81% blancos, el 0% eran afroamericanos, el 0% eran amerindios, el 0% eran asiáticos, el 0% eran isleños del Pacífico, el 2.6% eran de otras razas y el 2.6% pertenecían a dos o más razas. Del total de la población el 14.29% eran hispanos o latinos de cualquier raza.